# Зайчиков, Василий Фёдорович
Василий Фёдорович За́йчиков (1888—1947) — советский актёр театра и кино. Лауреат Сталинской премии второй степени (1946).

## Биография
Родился 25 января (6 февраля) 1888 года в Москве в семье служащих. В 1905 году пошёл работать учеником механика на Центральном петроградском заводе, где работал до 1920 года. Одновременно, с 1918 года занимался в театральной студии ХПСРО (Художественно-просветительного Союза рабочих организаций). С 1921 года играл в Первом детском театре, но уже в том же году перешёл в Театр Революции, затем в Театр имени Моссовета.
Одновременно поступил в Государственные высшие театральные мастерские Мейерхольда (ГВЫТМ), начав выходить на сцену его театра ещё учеником, и в 1925, окончив курсы, остался работать в Театре имени Мейерхольда. С 1924 года стал сниматься в кино, одновременно работая в театре Мейерхольда, а позже перешёл исключительно на работу в кинематографе.
Театр Мейерхольда был закрыт в 1938 году. С 1939 года Василий Зайчиков работал актёром Камерного театра. Однако и на Камерный театр вскоре начались гонения, и хотя официально Камерный театр закончил своё существование в 1950 году, неотвратимость этого была ясна значительно раньше.
С 1944 года Зайчиков — актёр Театра-студии киноактёра.
Умер 18 августа 1947 года. Похоронен в Москве на Введенском кладбище (23 участок).

## Награды и премии
- Сталинская премия второй степени (1946) — за исполнение роли Сергея Ивановича Карташёва в фильме «Человек № 217» (1944)

## Творчество

### Роли в театре
- 1925 — «Мандат» Н. Р. Эрдмана — Иван Иванович Широнкин
- 1926 — «Ревизор» Н. В. Гоголя — Артемий Филиппович Земляника
- 1928 — «Горе уму» А. С. Грибоедова — Загорецкий
- 1931 — «Список благодеяний» Ю. К. Олеши — Орловский

### Роли в кино
- 1924 — В угаре нэпа — эпизод
- 1924 — Враги — Кандыба, денщик
- 1924 — Старец Василий Грязнов — монах-служка
- 1933 — Любовь — Игнат, директор совхоза
- 1936 — Мы из Кронштадта — комиссар Василий Фёдорович Мартынов
- 1937 — На Дальнем Востоке — Зарецкий
- 1939 — Друзья встречаются вновь — Никитин
- 1939 — Большая жизнь — Иванов
- 1940 — Макар Нечай — академик Адамов
- 1940 — Пятый океан — начальник аэроклуба
- 1941 — Богдан Хмельницкий — Адам Кисель
- 1941 — Боевой киносборник № 8 («Ночь над Белградом») — официант
- 1941 — Мать (короткометражный)
- 1941 — На зов вождя — Кадыр-Ота
- 1941 — Семья Януш — Волошка
- 1942 — Непобедимые — секретарь парткома
- 1942 — Александр Пархоменко — Колоколов
- 1942 — Боевой киносборник № 11 (новелла «Карьера лейтенанта Гоппа») — старик
- 1943 — Дорога к звёздам — майор Новиков
- 1943 — Насреддин в Бухаре — горшечник Нияз, отец Гюльджан
- 1944 — Человек № 217 — Сергей Иванович, учёный
- 1946 — Наше сердце — Потапыч
- 1947 — Весна — Мельников Иван Николаевич
- 1947 — Сказание о земле Сибирской — Вадим Сергеевич